# Schliersee (gmina)
Schliersee – gmina targowa w południowych Niemczech, w kraju związkowym Bawaria, w rejencji Górna Bawaria, w regionie Oberland, w powiecie Miesbach. Leży w Alpach Bawarskich, około 6 km na południowy wschód od Miesbach, nad jeziorem Schlier, przy drodze B307 i linii kolejowej Monachium – Bayrischzell.
Tu urodził się 23 czerwca 1906 r. znany niemiecki mykolog i taksonomista Rolf Singer.

## Demografia
Dane o ludności z 31 grudnia 2008:
| Opis                                | Ogółem | Ogółem | Kobiety | Kobiety | Mężczyźni | Mężczyźni |
| ----------------------------------- | ------ | ------ | ------- | ------- | --------- | --------- |
| Jednostka                           | osób   | %      | osób    | %       | osób      | %         |
| Populacja                           | 6573   | 100    | 3351    | 50,98   | 3222      | 49,02     |
| Wiek przedprodukcyjny (0–17 lat)    | 975    | 14,83  | 447     | 6,8     | 528       | 8,03      |
| Wiek produkcyjny (18–65 lat)        | 3885   | 59,11  | 1933    | 29,41   | 1952      | 29,7      |
| Wiek poprodukcyjny (powyżej 65 lat) | 1713   | 26,06  | 971     | 14,77   | 742       | 11,29     |

## Polityka
Wójtem gminy jest Franz Schnitzenbaumer z CSU, rada gminy składa się z 20 osób.
|      | CSU | SPD | FW | Zieloni | Razem |
| 2008 | 10  | 2   | 7  | 1       | 20    |
| 2002 | 9   | 2   | 8  | 1       | 20    |